# 扬·廷贝亨
扬·廷贝亨（荷蘭語：Jan Tinbergen，荷蘭語發音：[ˈtɪnˌbɛrɣə(n)]，1903年4月12日—1994年6月9日），荷兰经济学家。1969年，“由于发展了动态模型，并将其应用到经济进程分析中”，他与朗纳·弗里施同获首届诺贝尔经济学奖。

## 生平
扬·廷贝亨1903年出生于荷兰海牙，是家中的长子。他的弟弟尼古拉斯·廷贝亨（Nikolaas "Niko" Tinbergen）是動物行為學家暨鳥類學家，於1973年獲得诺贝尔生理学或医学奖。而另一位最小弟弟吕克·廷贝亨（Luuk Tinbergen）则是一位鸟类学家和生态学家。
廷贝亨在莱顿大学师从保罗·埃伦费斯特学习数学和物理。1929年，他完成了博士论文Minimumproblemen in de natuurkunde en de economie（《物理学和经济学中的最小化问题》），获得博士学位。1929年至1945年间，他在荷兰中央统计局担任统计员，1933年同时担任鹿特丹伊拉斯谟大学教授，其中在1936至1938年间还曾担任国际联盟秘书处任职。1945年至1955年，他担任荷兰中央计划局局长。他还为多个发展中国家和国际组织提供咨询服务。他是荷兰皇家艺术与科学学院及国际科学院院士。1956年，他与亨利·泰尔（Henri Theil）创办了鹿特丹伊拉斯谟大学的计量经济学研究所。廷贝亨研究所以其命名。

## 成就
通过对国际收支调节政策有效性的研究，廷贝亨提出了“廷贝亨法则”，认为“要实现N个独立的经济目标，至少要使用N种独立且有效的政策工具”。
廷贝亨最早提出国家综合宏观经济模型。他首先为荷兰建立了这个模型，后来在第二次世界大战后又应用于美国和英国。这项研究成果后来又被美国经济学家劳伦斯·克莱因继续发展，后者也因此获得1980年诺贝尔经济学奖。
廷贝亨的主要著作包括Business Cycles in the United States, 1919-1932（《美国商业周期，1919－1932》）、Business Cycles in the United Kingdom, 1870-1914（《英国商业周期，1870－1914》）、Centralization and Decentralization in Economic Policy（《经济政策中的集中与分散》）和Economic Policy: Principles and Design（《经济政策：原理和设计》）等。